# Bétaré Oya
Bétaré Oya är en ort i Kamerun.   Den ligger i regionen Östra regionen, i den centrala delen av landet, 300 km nordost om huvudstaden Yaoundé. Bétaré Oya ligger 768 meter över havet och antalet invånare är 11 866.
Terrängen runt Bétaré Oya är platt västerut, men österut är den kuperad. Trakten runt Bétaré Oya är mycket glesbefolkad, med 7 invånare per kvadratkilometer. Det finns inga andra samhällen i närheten. Trakten runt Bétaré Oya är huvudsakligen savannskog.